# Deniz Sözbir
Deniz Sözbir (* 27. Februar 1981 in Herdecke) ist ein deutsch-türkischer Filmschaffender. Er ist Kameramann des preisgekrönten Dokumentarfilms Angelus Mortis (2007). Sein erster eigener längerer Spielfilm nach eigenem Drehbuch Gurbet - Fremder erhielt 2009 den Caligari-Preis der Landesanstalt für Kommunikation.

## Leben
Deniz Sözbir wurde in der Nähe von Dortmund in Herdecke/Ruhr geboren. Seine Mutter ist Deutsche, sein Vater Türke. Mit vier Jahren siedelte er mit seinen Eltern in die Türkei/ägäische Region um. Im kleinen Fischerdorf Datca begann er mit dem Grundschulbesuch. Danach siedelte die Familie in das Fischerdorf Dalyan und er besuchte dort die Schule. Vor seiner Rückkehr nach Kiel/Schleswig-Holstein, wo er die Grundschule beendete, lebte er für ein Jahr in Istanbul bei seinen Großeltern. In Kiel besuchte er für zwei Jahre das Gymnasium, anschließend die Realschule.
In einem Türkischen Internat legte er sein Abitur mit 18 Jahren ab und begann danach an der Ankara Universität Sinologie zu studieren. Der Drang, sein Studium in Deutschland weiterzuführen, führte ihn schließlich mit 19 nach Berlin, wo er an der Freien Universität Berlin Filmwissenschaften und Turkologie studierte. Während seiner Studienzeit in Berlin arbeitete er als Regieassistent. Es folgten ab 2002 eigene Regiearbeiten im Bereich Kurzfilm sowie einige Drehbücher. Seit er ab 2005 an der Filmakademie Baden-Württemberg in Ludwigsburg Regie studierte, drehte er zudem in den Bereichen Werbung und Musikvideo.
2007 ist er Kameramann des international aufgeführten Dokumentarfilms Angelus Mortis von Simon Ritzler über ein überlebendes Mengele-Opfer. Der Film erhielt zwei Auszeichnungen der Filmbewertungsstelle Wiesbaden sowie eine Preisnominierung.
Sözbirs eigenes preisgekröntes Projekt Gurbet – Fremder schuf er 2009 im Auftrag des BR mit bekannten Schauspielern wie Burak Yiğit, Meret Becker, Hussi Kutlucan, Özay Fecht, Aykut Kayacık und Christine Neubauer. Der in Istanbul gedrehte Film dreht sich um eine Abschiebung eines Migrantenkindes in das Ursprungsland seiner Eltern, zu dem es selbst kaum eine Beziehung hat.

## Regie (Auswahl)
- 2009 „Gurbet - Fremder“ Spielfilm, Regie / Drehbuch
- 2008 „Porsche 356“ Dokumentarfilm, HDV 35min., Regie / Kamera
- 2008 „O’neal“ Mehrere Viral Spots, XDCamHD, 00:30 min., Regie / Kamera
- 2007 „Zelle 33“ Spielfilm, 16mm, 30min., Regie / Drehbuch
- 2006 „Sägen mit Stihl“, Viral Werbung für Motorsäge, HD, 5min., Regie / Kamera
- 2006 „Dick und Ich“ Kurzfilm, mini35, 13 min., Regie / Drehbuch
- 2005 „Istasyon“ Kurzfilm, 16mm, 10min., Regie / Drehbuch
- 2005 „Cleaner“ Kurzfilm, DVCam, 3min. Regie / Drehbuch
- 2005 „Ritter vom Dienst“ Kurzfilm, DVCam, 10min.,Buch / Regie / Schnitt / Produktion
- 2003 „Der Schlächter“ Kurzfilm, MiniDV, 11min., Drehhuch / Regie / Kamera / Schnitt
- 2002 „Hallo X-Berg“ Dokumentarfilm, DV, 23min., Regie / Kamera / Schnitt

## Einzelbelege
1. ↑  Deniz Sözbir bei Crew United
2. ↑  Archivierte Kopie (Memento des Originals vom 1. Februar 2010 im Internet Archive)  Info: Der Archivlink wurde automatisch eingesetzt und noch nicht geprüft. Bitte prüfe Original- und Archivlink gemäß Anleitung und entferne dann diesen Hinweis.

| Personendaten    | Personendaten                      |
| ---------------- | ---------------------------------- |
| NAME             | Sözbir, Deniz                      |
| KURZBESCHREIBUNG | deutsch-türkischer Filmschaffender |
| GEBURTSDATUM     | 27. Februar 1981                   |
| GEBURTSORT       | Herdecke                           |